# Малый Чудов переулок
Ма́лый Чу́дов переу́лок — бывшая небольшая улица в центре Москвы в Хамовниках, проходившая на углу Комсомольского проспекта и улицы Тимура Фрунзе. Ныне представляет собой внутриквартальный проезд, на который выходит Большой Чудов переулок. Упразднён в 1999 году. До сих пор указывается на некоторых картах.

## Происхождение названия
Название Малого и Большого Чудовых переулков закрепилось в XIX веке. Здесь находилось подворье Чудова монастыря, основанного в Кремле митрополитом Алексием в 1365 году. На подворье жили монастырские «работные люди» (огородники). В настоящее время сохранился только Большой Чудов переулок.